# Daniela Calderón
Daniela Calderón (14 de julio de 1997, San Juan del Río, Querétaro) es una futbolista profesional mexicana, delantera del Club León Femenil desde el 2019, juega con el número 14. Con 21 goles hasta el torneo Clausura 2022, es la jugadora con mayor número de anotaciones de este club. En un partido internacional de futbol playa femenino celebrado en el 2017, anotó el primer gol en la historia de México en este deporte, como parte de la Selección Mexicana de Playa.

## Trayectoria
Jugó futbol a nivel universitario en la Universidad de la Salle Bajío en donde también estudió la Licenciatura en Ciencias de la Comunicación, es parte del Proyecto Leyenda, una agencia de consultoría de fútbol nacional e internacional para futbolistas en activo y retirados.
Dentro del fútbol universitario ganó trofeos de futbol rápido del CONDDE en Nuevo León y de la CONADEIP en Puebla durante el 2017. A los 23 años debutó en la Liga Mx Femenil como delantera amateur del Club León Femenil, durante el torneo Apertura 2019, el sábado 17 de agosto en el partido Tiburones Rojos de Veracruz vs León. Desde entonces juega con el número 14, es delantera y capitana del Club León Femenil, bajo la dirección técnica de Scarlett Anaya.
Luego de seis campañas y 56 partidos con el Club León Femenil, durante el torneo Clausura 2022 en un partido victorioso para León 4-2 sobre Querétaro, al anotar sus goles número 19, 20 y 21, Calderón hizo el primer triplete de su carrera y se convirtió en la mayor goleadora en la historia del León Femenil.

Cuando se le cuestionó sobre esta victoria, la futbolista declaró:
Muy feliz de poder conseguir esta meta, me hubiera gustado lograrla hace dos o tres torneos, pero todo pasa cuando debe pasar y puedo confirmar que si ahora se da es porque me siento en estado pleno en todos los aspectos de mi vida, en el club, con mi familia y amigos, así que esto es una motivación extra y más porque sé que las compañeras confían en mí, al igual que el entrenador.
Sobre sus influencias en el fútbol mientras crecía, ha dicho que su mayor influencia fue Javier Chicharito Hernández (CH14), su jugador favorito en el futbol convencional y la razón por la que eligió jugar con el número 14. Del futbol femenil le inspiraron Maribel Domínguez y Charlyn Corral y del futbol playa admira a Ramón Maldonado.

## Selección nacional
Calderón incursionó en futbol convencional y en futbol playa. El 21 de octubre del 2017 anotó el primer gol en la historia de México en futbol playa, a los 27 minutos del partido entre la Selección Mexicana de Playa vs. la Selección Española en la Copa Visita Puerto Vallarta.

Después de dicho acontecimiento, al ser cuestionada por la Selección Nacional de México respecto a las diferencias entre el futbol playa y el convencional, comentó:
(...) Son reglas completamente diferentes al futbol 11 contra 11. La superficie de arena es muy pesada, no puedes hacer muchas cosas que normalmente podrías hacer en el futbol. Es algo completamente distinto, pero me agradó bastante. Es muy divertido, muy entretenido y espero que podamos seguir viniendo a representar al país dignamente.